# Kenth Olsson (konstnär)
Kenth Olsson, född i Umeå 1951, är en svensk konstnär med akvarell som främsta teknik.
Han är född i Umeå, uppvuxen i Halmstad och bosatt i Stockholm. Han är medlem i KRO och utbildad vid Nyckelviksskolan och Gerlesborgsskolan.
Hans konst finns bland annat representerad vid Statens konstråd och i en mängd kommuner och landsting i Sverige.